# Свободные (фильм, 1984)
«Свободные» (англ. Footloose) — американский музыкальный кинофильм 1984 года, режиссёра Герберта Росса. В 2011 году в прокат вышел одноимённый ремейк данной картины.

## Сюжет
Уроженец Чикаго Рен Маккормак и его мать Этель переезжают в маленький городок Бомонт на Юго-Западе США, чтобы жить с тетей и дядей Рена. Во время посещения церкви Рен знакомится с преподобным Шоу Муром, его женой Ви и дочерью Эриэл. Эриэл безрассудно подвергает свою жизнь опасности, бунтуя против строгого религиозного настроя своего отца, чем приводит в ярость своих подруг и бойфренда Чака Крэнстона.
В школе Рен заводит дружбу с Уиллардом Хьюиттом и узнаёт, что городской совет запретил танцы и рок-музыку в черте города. Вскоре он влюбляется в Эриэл. После обмена оскорблениями с Чаком Рен участвует в гонке на тракторах, которые идут на взаимное столкновение. Рен выигрывает, когда шнурок застревает в педали и не даёт ему спрыгнуть с трактора. Преподобный Шоу не доверяет Рену и запрещает Эриэл видеться с ним.
Желая порадовать друзей, Рен отвозит Эриэл, Уилларда и лучшую подругу Эриэл Расти в загородный бар, расположенный в 100 милях от Бомонта. Уиллард не умеет танцевать и из ревности ввязывается в драку с человеком, который танцует с Расти. По дороге домой ребята пересекают мост, и Эриэл рассказывает историю о том, как её старший брат погиб здесь в автокатастрофе, находясь за рулем под воздействием алкоголя после ночных танцев. Это ДТП разрушило жизнь её отца, и заставило городской совет ввести запрет на алкоголь, наркотики и танцы. Дома Эриэл начинает открыто скандалить с отцом. Рэн решает добиться от муниципалитета разрешения на проведение в средней школе выпускного вечера.
Уиллард переживает из-за своего неумения танцевать с Расти, поэтому Рен дает ему частные уроки после уроков. У трибун стадиона Чак конфликтует с Эриэл по поводу её чувств к Рену. Эриэл дает Чаку пощечину, тот ударяет её в ответ, сбивая ее с ног, после чего садрится. Эриэл еще больше обостряет ситуацию, схватив трубу и начав разбивать фары пикапа Чака. Завязывается драка, в которой Чак одерживает верх. Он уезжает, заявив Эриэл на прощание, что между ними всё равно всё кончено. Рен помогает Эриэл привести себя в порядок и отвозит домой. В ту же ночь неизвестные бросают в окно Рена кирпич с надписью «Гори в аду», что заставляет дядю вспылить из-за его вызывающего поведение. Этель признаётся, что её уволил босс за поступки Рена, но говорит сыну, чтобы тот отстаивал правое дело.
Благодаря помощи Эриэл Рен идет в городской совет и зачитывает несколько псалмов из Библии, чтобы процитировать библейское значение танца как способа радоваться и праздновать. Хотя Шоу тронут, совет голосует против предложения Рена. Ви поддерживает это движение и объясняет Шоу, что он не может быть отцом для каждого жителя городка.
Шоу не может заставить себя изменить свою позицию. На следующий день он видит, как члены его общины сжигают библиотечные книги, которые, как они утверждают, опасны для городской молодежи. Понимая, что ситуация вышла из-под контроля, Шоу останавливает сожжение книг, упрекает людей и отправляет их по домам.
В следующее воскресенье Шоу просит прихожан помолиться за старшеклассников, устраивающих вечер выпускников на мукомольной мельнице недалеко от Бомонта. В ночь выпускного бала Шоу и Ви находятся рядом с мельницей и впервые за многие годы танцуют. Чак и его друзья приезжают и нападают на Уилларда; Рен приходит вовремя, чтобы уравнять шансы и вырубить Чака. Рен, Эриэл, Уиллард и Расти возвращаются на вечеринку и счастливо танцуют всю ночь напролёт.

## В ролях
- Кевин Бейкон — Рен Маккормик
- Лори Сингер — Эриэл Мур
- Джон Литгоу — преподобный Шоу Мур
- Дайан Уист — Ви Мур
- Крис Пенн — Уиллард Хьюитт
- Сара Джессика Паркер — Расти
- Джон Лофлин — Вуди
- Джим Юнгс — Чак Крэнстон
- Линн Марта — Лулу Варникер
- Фрэнсис Ли Маккейн — Этель Маккормик.

## Трек-лист
1. Kenny Loggins — Footloose
2. Deniece Williams — Let's Hear It for the Boy
3. Mike Reno and Ann Wilson — Almost Paradise (Love Theme from Footloose)
4. Bonnie Tyler — Holding Out for a Hero
5. Shalamar — Dancing in the Sheets
6. Kenny Loggins — I’m Free (Heaven Helps the Man)
7. Karla Bonoff — Somebody’s Eyes
8. Sammy Hagar — The Girl Gets Around
9. The Moving Pictures — Never
10. Quiet Riot — Bang Your Head (Metal Health)
11. John Mellencamp — Hurts So Good
12. Foreigner — Waiting for a Girl Like You
13. Shalamar — Dancing In the Sheets

## Премии
Премия «Оскар»-1985:
- Лучшая песня — Footloose — музыка и слова: Кенни Логгинс и Дин Питчфорд (номинация).
- Лучшая песня — Let's Hear It for the Boy — музыка и слова: Том Сноу и Дин Питчфорд (номинация).[1]

Премия «Золотой глобус»-1985:
- Лучшая песня — Footloose — музыка и слова: Кенни Логгинс и Дин Питчфорд (номинация)[2]

Премия «Грэмми»-1985:
- Лучший саундтрек, написанный для кинофильма или телевидения — Билл Уолфер, Дин Питчфорд, Кенни Логгинс, Том Сноу, Сэмми Хагар, Майкл Гор, Эрик Кармен, Джим Стайнман (номинация)[3]